# Василев, Кирил
Кирил Василев (болг. Кирил Петров Василев / Kyril Vassilev / Kyril P. Vassilev; 24 мая 1908, Российская империя —1 июня 1987, София, Болгария), болгарский и американский живописец, салонный портретист середины XX века, писавший на заказ портреты высшей знати, в том числе нескольких королей и одного действующего президента США  Архивная копия от 4 марта 2016 на Wayback Machine.

## Биография
Родился в болгарской семье. Его родители рассказывали, что маленький Кирил начал рисовать с трёхлетнего возраста.
В 1927 году художник приглашён исполнить официальный портрет короля Болгарии Бориса III.
1929-м годом датирован портрет архиепископа Анджело Джузеппе Ронкалли (1881—1963), в те годы пребывавшего в Болгарии в качестве папского нунция (позднее архиепископ Ронкалли станет 261-м римским папой Иоанном XXIII, и это — единственный портрет папы Иоанна XXIII в одежде епископа).
В 1937 году Кирил Василев переехал в Соединённые Штаты, оборудовав студию в Уэст-Палм-Бич, где он писал портреты политиков и светских персонажей, вроде Элен Рич  .
Написанный в 1948 году портрет  Гарри С. Трумана (1884—1972), украшает Президентскую Библиотеку резиденции (англ.) 33-го Президента США.
В числе заказчиков Василева были король Югославии Пётр II Карагеоргиевич (1923—1970) и румынский король Михай I (р. 1921) .
Кирил Василев умер  1 июня 1987 года от сердечного приступа .
В Галерее Нортона (англ.) в Уэст-Палм-Бич, Флорида, в 1989 году прошла ретроспективная выставка живописи Кирила Василева .

## Изображения в сети
- Портрет Хелен Рич, 1940 Холст, масло 218 × 86 см.
- Деталь портрета Хелен Рич, 1940
- Всадники, мчащиеся в галоп